# محمد بن سعود بن خالد آل سعود
محمد بن سعود بن خالد بن محمد بن عبدالرحمن الفيصل بن تركي آل سعود هو أمير سعودي وعضو في مجلس الشورى السعودي منذ أن تم تعيينه بأمر ملكي في 3 ربيع الأول، 1438هـ الموافق لـ2 ديسمبر 2016م. حصل الأمير محمد آل سعود على درجة الماجستير في إدارة الاتصالات والمعلومات من جامعة جنوب كاليفورنيا بالولايات المتحدة الأمريكية عام 1987م. من بعد حصوله على درجة البكالوريوس في تخصص علاقات عامة من جامعة الملك سعود بالرياض عام 1402هـ بتقدير ممتاز مع مرتبة الشرف. ألف كتاباً علمياً متخصصاً بعنوان: «الإنترنت في المملكة العربية السعودية الانتشار والاستخدامات» الصادر عام 1423هـ وكتاباً آخر علمياً متخصصاً بعنوان «الرفض والقبول – سيرة تعامل المجتمع السعودي مع تقنيات الاتصال من البرقية إلى الإنترنت» الصادر عام 1433 هـ.

## الحياة المهنية
- - عضو مجلس الشورى اعتبارا من تاريخ 30/7/1437 هـ. حتى الآن.[2]
- - وكيل وزارة الخارجية لشؤون المعلومات والتقنية للفترة من تاريخ 12/8/1431هـ إلى تاريخ 29/7/1437هـ.[2]
- - مديرا عاما لمركز المعلومات والدراسات في وزارة الخارجية خلال الفترة من 21/1/1424 إلى 11/8/1431هـ.
- - مستشاراً لرئيس الاستخبارات العامة ومشرف عام على مركز الترجمة والإعلام برئاسة الاستخبارات العامة. للفترة من 29/8/1402هـ إلى 21/1/1424هـ. .
- - حصل خلال العمل برئاسة الاستخبارات على دورة الاستخبارات التأسيسية وكذلك دورة الاستخبارات المتقدمة وحصل على نوط الأمن بتاريخ 8/1/1413هـ.

ترأس الأمير محمد آل سعود أثناء عمله بوزارة الخارجية اللجان الآتية:
- -  الفريق الاستشاري للمشروع الاستراتيجي لتطوير وزارة الخارجية.
- - اللجنة الدائمة للوثائق بوزارة الخارجية.
- - لجنة التعاملات الإلكترونية بوزارة الخارجية.
- - اللجنة الدائمة لسياسة المعلومات.
- - لجنة المهرجانات والمناسبات.

بينما شارك عضواً في اللجان الآتية:
- - عضو مجلس إدارة الهيئة العامة للاستثمار خلال الفترة من 5/1/1428هـ إلى 3/1/1436هـ.
- - لجنة التعاملات الإلكترونية الحكومية.
- - كلف بالإشراف على بعض الملفات السياسية الخارجية.
- - عضو في لجنة الاتصال الدولية.
- - عضو الجمعية السعودية للإعلام والاتصال.

## وصلات خارجية
- موقع مجلس الشورى السعودي الرسمي.
- معرض صور مجلس الشورى السعودي[وصلة مكسورة].